# 57 Aquilae
Désignations
57 Aquilae (en abrégé 57 Aql) est une étoile double de la constellation de l'Aigle. 57 Aquilae est sa désignation de Flamsteed. L'étoile primaire a une magnitude apparente de 5,70, tandis que l'autre étoile est de magnitude 6,48. Les deux étoiles ont une distance angulaire de 35,624 secondes d'arc et forment probablement une étoile binaire large. D'après la mesure de leur parallaxe annuelle par le satellite Gaia, elles sont situées à des distances similaires de la Terre, autour de ∼ 450 a.l. (∼ 138 pc),. Les deux étoiles sont massives, ce sont des étoiles de la séquence principale de type B avec des vitesse de rotations rapides.